# Рамон Меркадер
Рамон Меркадер (шп. Ramón Mercader; Барселона, 7. фебруар 1913 — Хавана, 18. октобар 1978) је био шпански комуниста који је постао познат као убица Лава Троцког. Откривене архиве показују да је био совјетски агент.

## Живот
Меркадер је рођен 1913. у Барселони, али је велики дио младости провео у Француској са својом мајком, Маријом Каридад, након што се растала са његовим оцем, Пауом Меркадером Марином. Његова мајка, рођена Кубанка, је била ревносни комуниста, која се борила у Шпанском грађанском рату, и била члан совјетског међународног подземља. Као младић, Рамон је прихватио комунизам, радећи за љевичарске организације у Шпанији средином 1930-их година. Кратко је био у затвору због својих активности, али је ослобођен 1936. када је љевичарски Народни фронт побиједио на изборима те године. За вријеме рата у Шпанији, Меркадера је регрутовао официр НКВД-а Наум Ејтингтон, и обучаван је у Москви као совјетски агент. Кратко је радио као шпански учитељ за Џорџа Орвела, који је био у Барселони због Шпанског грађанског рата.

## Убиство Троцког
Године 1938, током студија на Сорбони, спријатељио се са Силвијом Агелоф, присном пријатељицом Лава Троцког у Паризу, преузимајући идентитет Жака Морнара, сина белгијског дипломате. Годину дана касније контактирао је представника „Бироа за Четврту интернационалу“. Агелоф се вратила у свој родни Бруклин у септембру исте године и Меркадор јој се придружио, преузимајући идентитет Канађанина Френка Џексона. Добио је пасош који је првобитно припадао канадском држављанину по имену Тони Бебич, који је био у Републиканцима у Шпанском грађанском рату. Бебичева фотографија у пасошу је уклоњена и Меркадер је ставио своју. Објаснио је да му је Агелоф дала фалсификоване документе да избјегне војну службу. У октобру се преселио у Мексико Сити, гдје је Троцки живио са породицом, и убиједио Агелофову да му се придружи. Преко ње се почео састајати са Троцким, представљајући се као поборник његових идеја.
20. октобра 1940. Меркадер је цепином смртно ранио Троцког у његовом дому у Којоакану (тада село на јужној периферији Мексико Ситија). Троцкијеви чувари су утрчали и замало убили Меркадера, али је он наредио да му поштеде живот, узвикујући: „Не убијај га! Овај човјек треба да исприча причу.“
Каридад и Ејтингтон, који су дошли у Мексико Сити одмах након Меркадера, чекали су га испред куће у одвојеним аутомобилима, да му помогну у бјекству; али пошто се Меркадер није вратио они су напустили земљу.
Меркадер се предао мексичким властима, којима је одбио да да свој прави идентитет. Само се идентификовао као Жак Морнар. Меркадер је рекао да је желио да вјенча Агелофовом, али је Троцки забранио брак. Он тврди да су насилне свађе са Троцким довеле до тога да је желио да га убије.
Све до септембра 1950, преко отисака прста, није утврђено ко је прави убица. Осуђен је на 20 година.
Агелофова је првобитно ухапшена као саучесник, али се од оптужбе одустало.